# Tual Trainini
Tual Trainini, né le 11 juin 1985, est un arbitre international français de rugby à XV. Il travaille en parallèle dans le département du support programme chez Airbus Helicopters de Marignane.

## Biographie
Tual Trainini commence sa carrière dans le rugby en tant que joueur à l’âge de 5 ans. À l’adolescence, il joue au sein des lignes arrières, entre les postes de demi d’ouverture, de premier centre, et d’arrière.
En 2001, il s’installe avec sa famille dans les Pyrénées-Orientales, à Villelongue-de-la-Salanque. C’est là qu’il commence l’arbitrage lors de la saison 2002-2003 au sein du comité du Pays Catalan, influencé par son père, délégué, qui l’emmenait souvent à la rencontre des arbitres.
En 2005, Trainini termine sa classe préparatoire d'ingénieur, et s'inscrit à l'Institut des sciences de l'ingénieur de Toulon et du Var. Il intègre également l’équipe Reichel du Rugby club toulonnais.
Sa carrière de joueur prend fin vers ses 20 ans, à la suite d’une blessure aux cervicales.
Cependant, il peut tout de même continuer de pratiquer l’arbitrage. Dès lors, au sein du comité de la Côte d’Azur, il se met à grimper les échelons de l’arbitrage français.
Il arbitre alors au niveau territorial, mais passe rapidement le concours de jeune arbitre, qu’il obtient en 2006. Lors de la saison 2006-2007, il devient arbitre fédéral, et officie alors en Fédérale 3.
Au sein du comité Côte d’Azur, son ascension est fulgurante. Passant de la Fédérale 3 (2006-2007) à la Fédérale 2 (2007-2011), puis à la Fédérale 1 (2011-2012), pour finalement atteindre la Pro D2 (2012-2015).
Le 19 octobre 2024, il intègre le comité d'orientation politique, nouvel organe de direction de la Fédération française de rugby, en tant que représentant des arbitres.

## Carrière nationale et internationale
Lors de la saison 2012-2013, Tual Trainini est désigné arbitre de la finale du Top 10 opposant le Montpellier Rugby Club au Lille MRC villneuvois.
Le 1 novembre 2014, il arbitre son premier match international entre Malte et la Croatie, dans le cadre du Championnat européen des nations.
À l’aube de la saison 2015-2016 de Top 14, il est promu, et y intègre la liste d'arbitres.
Le 2 juin 2019, Trainini est désigné pour arbitrer le Barrage d'accession au Top 14 entre le CA Brive et le FC Grenoble.
Le 15 juin 2021, Trainini est désigné comme arbitre de champ pour la demi-finale du Top 14 opposant le Stade toulousain à l’Union Bordeaux Bègles. Quelques semaines plus tard, il dirige deux rencontres du Tournoi des Six Nations des moins de 20 ans, pays de Galles - Irlande, et Écosse - Italie.
Le 11 septembre 2021, il se blesse à la cheville lors du match opposant le Racing 92 et le Stade rochelais. Cette blessure le tient éloigné des terrains pendant près de trois mois. Le 20 novembre, il est désigné pour la première fois arbitre d’une rencontre entre équipes des Tiers 1 et 2 du classement World Rugby, lors du test match Italie - Uruguay, en tant qu'arbitre assistant.
Le 17 janvier 2022, Trainini est désigné pour la première fois comme arbitre pour le Tournoi des Six Nations. Il sera arbitre assistant lors du match pays de Galles - Italie. Le 20 juin, il est désigné comme arbitre de champ pour la finale du Top 14 opposant le Castres olympique au Montpellier HR.
Pour la saison saison 2022-2023, il intègre le club de ProD2 Provence Rugby en tant que consultant arbitrage.

## Avis de ses pairs
Franck Maciello, directeur national de l’arbitrage à la Fédération française de rugby, estime en 2021 que Tual Trainini « a toutes les qualités des meilleurs arbitres ». Pour lui, Trainini « peut ambitionner d’arbitrer un jour une demi-finale ou une finale du Top 14 ».
En raison de son statut semi-professionnel, Tual Trainini est freiné dans sa progression, notamment internationale. Pour Franck Maciello, « son statut professionnel peut le bloquer au niveau international car il faut beaucoup de disponibilité », bien qu’il « [puisse] y prétendre » « sur l’aspect purement sportif ».